# Anunciador de ringue
Um anunciador de ringue é uma pessoa empregada por companhias de artes marciais misturadas (MMA), wrestling profissional ou boxe encarregada de fazer anúncios das próximas atrações do evento, como a introdução dos próximos combatentes ou da seguinte atração.

## Principais anunciadores de ringue
Boxe e MMA
- Michael Buffer
- Bruce Buffer
- Joe Martinez
- Lenne Hardt

Wrestling profissional
- Howard Finkel
- Lilian Garcia
- Justin Roberts
- Tony Chimel